# 蝇王
《蝇王》（英語：Lord of the Flies）是英國小說家威廉·戈尔丁发表于1954年的寓言体長篇小說。小说讲述了一群被困在荒岛上的儿童在完全没有成人的引导下如何建立起一个脆弱的文明体系。最终由于人类内心的黑暗面导致这个文明体系无可避免地被野蛮与暴力所代替。主题是备受争议的人性、个体权益与集体利益的冲突，是当代英文小说中的经典。威廉·戈尔丁也为此获得1983年诺贝尔文学奖。書名來自於天主教神話中的魔鬼貝耳則步的名字。

## 背景
《蝇王》出版在麦卡锡主义盛行的、冷战逐渐變得激烈的年代。小说所叙述的故事发生於某一虚構的核战争爆發的時期。书中一些角色是孤立无援的普通学生，另一些则来自声乐队，并且有领队。绝大多数（除了声乐队以外）的男孩彼此从来没有见过。小说将男孩们从乐园般的国家抛出，让他们远离现代文明社会，描述了这些受过良好教育的孩子们是如何堕落成为原始野蛮人这一过程。
从喻意角度来说，小说主题是人类冲动与文明之间的矛盾 —— 在规矩下和平和谐地生活 —— 到对权势的贪欲。主题也包括了集体思维与个体权益矛盾、理性与感性的矛盾、道德与无道德的矛盾。这些矛盾的演绎，以及人们是如何被它们影响，成为《蝇王》主要的潜台词。

## 評價
《蝇王》在美国图书馆协会（American Library Association）1990-1999年度百部最具挑战性书目中位列第68位。2005年，《蝇王》被《时代杂志》评为1923-2005年時代雜誌百大英文小說。在20世紀百大英文小說排行榜（Modern Library 100 Best Novels）上，小说在编者榜上位列第41名，在读者榜上位列第25名。2003年，《蝇王》在BBC普查的大阅读榜（The Big Read）上位列第70名。
《蝇王》是高丁的第一部小说，于1954出版。小说出版之初遇冷，在美国到1955年都没卖过3000本，只好草草下架。然而小说很快转身成为畅销书，到1960年初成为各大院校的必读。目前，小说是英国GCSE课程的力推教材，被改编为英语电影两次：1963年彼得·布鲁克版及1990年哈利·胡克版，被改编为菲律宾版一次（1976年）。

## 主要情节
一班6至12歲的男孩子因為逃避戰爭而乘飛機去澳大利亞，但不幸被敵人擊落而來到一個荒島，除了一把刀外沒有其他東西。雷爾夫[或译作“拉尔夫”]和小豬[或译作“猪崽子”]拾到一個貝殼[或作“海螺”]，依照小豬指引雷爾夫吹那個貝殼，貝殼便發出巨大的聲響，它召集了所有島上的孩子聚集。他們決定由雷爾夫做隊長。但傑克是一個自以为是的人，并不服雷爾夫当队长。在雷爾夫的決定下，委任傑克做狩獵队（由杰克带领的合唱團组成）的隊長。小豬雖然是這個島上最不受歡迎的人，但也是全部人之中最聰明的，久而久之變成了雷爾夫的助手。雷爾夫帶著傑克和賽門[或译作“西蒙”]（Simon）去探索這個荒島。在探索途中見到了一隻山豬，傑克猶疑地拿出刀子想殺了它，結果让牠逃走了。傑克發誓下次不會再犹豫。剛開始的時候大家都充滿正面情緒，希望能在這荒島上遊山玩水。直到一個脸上有胎痣的小朋友說他見到了一隻巨大的“怪獸”，大家因此開始害怕。
之後他們用小豬的眼鏡點燃了狼煙（由此判斷應為凸透眼鏡），想讓一些沿途經過的船隻發現他們。但是火勢失去了控制演變成了森林大火。那個有胎痣的小朋友也消失於這場大火之中，再也沒有出現過（应该被烧死了，但书中并未提及。但也有人认为是因内心的恐惧而造成的幻觉）。
傑克因為帶看守火种的孿生兄弟，山姆（Sam）和艾利克（Eric）去狩獵而令狼煙熄滅，而当时正好有一条船經過，讓他們失去了一次获救的機會。因此兩個主要角色雷爾夫和傑克之间發生衝突，而在衝突中傑克为了转移其他小朋友的注意力打碎了小猪一邊的眼鏡，那些小朋友漸漸開始失去秩序。
有一晚發生了空戰，一個機師跳伞降落時卡在樹上死了。山姆和艾利克在黑暗的環境下看到屍體，他們以為看到了“怪獸”，令所有人震驚。所以雷爾夫，傑克與他的助手羅杰（Roger）去看。他們在遠方看見腐爛的屍體也以為是怪獸。傑克決定再進行一次領袖選舉，可惜沒有人投他一票。他決定離開，并建立自己的營地，很多年紀較大的小朋友（Biguns）跟着傑克離開。傑克和他的追隨者成了暴君，雷爾夫認為他們是野人。
傑克和他的追隨者在陣營殺了一隻母豬，傑克割了牠的頭戳在了棍上，說是要供奉給怪獸。一些蒼蝇開始在豬頭旁邊徘徊。這時，賽門來到這裏的時候產生了一些幻覺——他聽到死了的豬頭（他產生的幻覺讓他以為牠是蒼蠅王）跟他說話并叫他做事。賽門發現“怪獸”其實在每個人的心裏，他也發現了怪獸的“真面目”。于是立刻跑下山将這個消息告诉其他人。但是他到了其他人身邊時，因為黑暗的緣故，大家以為賽門是怪獸，便錯手殺了他。
雷爾夫的陣營人數漸漸減少，而傑克的“野人”陣營人數卻不斷增加。但是因為傑克沒有起火的工具，所以他們便在晚上靜悄悄地突襲雷爾夫的陣營，奪去了小豬只剩一邊鏡片的眼鏡。沒有了眼鏡的小豬因為失去了眼鏡而無法生存（書中強調他視力極差）。加上他們再不能生火點起狼煙讓途經的船隻拯救他們。所以他們決定向傑克拿回眼鏡。他們去到傑克的陣營發生激烈的戰鬥。小豬在說他的“邏輯思考”時被羅杰用石頭殺死了。在小豬被殺死的同時，那個貝殼也被弄碎了。傑克還俘虜了山姆和艾利克。傑克想立刻殺死雷爾夫，但是被他逃脫。到了翌日，傑克的陣營像獵豬一样找雷爾夫。他們為了讓雷爾夫沒有地方躲藏，便引起了一場森林大火。一艘途經的軍艦碰巧看到了大火，一個艦上軍官上島後看見了雷爾夫和一班“野人”。雷爾夫稱他是這個島的隊長。雷爾夫在島上第一次傷心地哭泣。軍官則背對他們以便讓他們釋放情緒。

## 主要角色

### 雷爾夫
当他和同伴们来到小岛上的时候，雷尔夫（Ralph）立刻成为了领袖。他的领袖地位不是用公开的暴动，而是通过民主的选举获得的。雷尔夫被描述为具有“『真挚、直白』的领袖气质。”他的第一个重大决策是大伙儿应该“立即判断这个地方是不是个海岛”。在雷尔夫、杰克和赛门发现他们的确处在“一个无人的荒岛上”时，雷尔夫建议大伙儿生火，“以免靠近海岛的船看不见我们”。然而，在小说末尾雷尔夫已经忘记了生狼火的最初目的。这表明了即使是头脑最清醒的人也会受到人類本性(獸性)腐蚀。虽然雷尔夫的行动看似善意，但是他执意出风头，希望受到欢迎，以至于他透過虐待小豬来重获权力。不过，在整个海岛陷入混乱之际，即使是在最紧张的关头，雷尔夫也仍然倾向于礼貌和逻辑；例如，当孩子们要去研究城堡石（Castle Rock）的时候，雷尔夫克服自己对於“怪獸”的恐惧、挑起了领袖的担子。雷尔夫在某些时候成为小说文学手法的工具，以帮助读者在读书的过程中意识到自己内心世界的邪恶：“雷尔夫为丧失清白无辜而哭泣...”
雷尔夫代表着善意和理性，但是最终没能达成目标。雷尔夫在小说中拒绝使用暴力与杰克天生的暴力倾向形成对比。从自封为猎手时，杰克杀死了猎物，并最终堕落成为和猎物一样的怪獸。在小说的末尾，杰克离开了陣營，建立了自己的“野人”陣營。他那无法阻止的黑暗面，加上对肉的贪欲，立即将岛上绝大多数孩子诱拐到“野人”陣營里（獸性戰勝人性）。杰克不可饶恕的罪行驱使小岛局势进一步恶化，从放纵暴徒在原始的舞蹈上杀害赛门，到混乱顶峰时让罗杰杀害小豬，并且驱使“野人”陣營图谋追杀雷尔夫。

### 小豬
小豬（Piggy）视力不好，有哮喘，而且身材还很圓潤。他在所有人中是身体最差的一个。从他拿着海螺，进行并不优雅的演讲可以看出，小豬出身于蓝领家庭，他是所有人之中最聪明的，常依靠理性做事。由于不停地引述他大姨的话，猪仔在小说中提供了唯一的女性话语。
小豬被描述为“岛上唯一有成人形象的孩子”。作为雷尔夫的顾问，小豬的智力贡献却只能通过后者得以实施。小豬自己無法当领导，因为他缺乏领袖气质，跟其它孩子無法相處得很好。小豬依靠的力量是社會契約。他认为掌握了海螺者有發言權。相信只憑掌握社會契約即可带来成果。
小豬认为“生命---是科学的”。作为实用主义者，小豬在雷尔夫审理赛门死亡的案件时抱怨道：“你们这样吵闹有什么好处呢？”。即便是在危机关头，小豬依舊保持生命是科学的观点，“努力搜索公式”以解释赛门的死。他认为所謂怪獸对赛门的攻击是场误会，论证道赛门毫无理由地溜进来森林，进入了圈中。
小豬努力维持着岛上所剩无几的人類文明（理性）。当杰克的“野人”陣營攻击雷尔夫的陣營时，小豬断定他们“想要贝壳”，而事实是他们想要抢夺他的眼镜来生火。小豬的思维至死都没有回归现实，这是因为他的思维依然停留在成人权威世界所给予的态度和律法之中。小豬认为所有人應理所当然地进行分享、友善相处。当雷尔夫和小豬与杰克的“野人”陣營对峙，要求归还他的眼镜时，小豬仗义言辞：“那个才是更好的呢？ ——有规矩有协定，还是打猎捕杀呢？律法和援助，还是猎杀与毁灭呢？”，就好像男孩们会毫无疑问地拥护他的主张一样。
在2012电影版《小岛》（Island）中，角色马克斯（Max）采用了小豬的形象，演员为罗比·库伦（Robbie Curran）。

### 海螺
当海螺（The Conch）第一次被吹响时，孩子们都被聚集，雷尔夫被选举成为领袖。他们都同意在大会上只有拿着海螺的人才可以说话，以免吵架或是混乱发生。当另一个人想发言时，海螺就应当被传过去。海螺和雷尔夫一样，象征着陣營的民主、文明和秩序。当小豬被杀死时，海螺也摔了个粉碎，标志着秩序的结束，混乱的开始。最初，海螺被描述为声音浑厚、色彩斑斓，但随着故事的发展，它的颜色和岛上社会秩序一样渐渐褪去。

### 杰克·梅里度
杰克（Jack Merridew）是失去社会压制、调和时人性恶的最极端典型。和雷尔夫一样，杰克是个天生领袖。但和雷尔夫不同，杰克倾向于孩子们更加原始的欲望，依靠他声乐队长的身份来证明自己的权威。虽然他的行为在小说起初并不具搅扰性，也不具暴力性，但是随着时间推移，杰克的猎杀野猪的欲望变得难以克制，以至于长时间在岛上独自游走，搜索。
杰克在得到第一次杀猪的机会時，他没有下手，“因为将刀刺入活肉十分罪恶，因为鲜血淋淋难以忍受”。踌躇之后，杰克为此感到羞愧，他嗜血的本性变得越来越没有理智，以至于他离弃了狼火（导致男孩们失去了一次得救的机会），跑去打猎。在他蜕变的过程中，杰克往自己的脸上涂抹粘土，在野猪面前遮掩自己的人性，让其他孩子产生敬畏。杰克的改变使他与雷尔夫的选举权威产生对立。当杰克离开陣營，带走绝大多数孩子们，承诺吃肉、玩耍、无拘无束时，杰克与雷尔夫两者之间产生了明显的界限。杰克代表了孩子们无理智的天性，而雷尔夫则代表了理智。在杰克的统治下，人类本性中最卑贱的部分被释放了出来。杰克推动了一次“野人”陣營内讧，虐待了其他的孩子，激化“野人”陣營情绪，杀死赛门。虐待双胞胎，直到他们被迫屈服。
故事的结尾是杰克带领孩子们追杀雷尔夫。此时，最后的文明荡然无存，而雷尔夫之所以逃脱一劫，是因为一个海军军官的意外出现，后者对这些英国男孩的野蛮颇感失望。

### 罗杰
最初的罗杰不过是个单纯的“比较大的小朋友”，在岛上快乐玩耍。他和莫里斯一道推倒了三个小孩子做的沙堡。当莫里斯因把沙子踢到小孩子眼睛里而倍感自责时，罗杰开始向其中的小孩子丢石头。小说中描述了罗杰故意将石头投偏，因为文明社会的遗存阻止他伤害小孩子们。之后，当他感知到社会规范全都消失时，罗杰立即专注于他的动物本能。在捕猎过程中，罗杰在野猪还活着的时候将尖尖的棍子直接捅入它的直肠。他向小豬精准地掷出重物，并成为杰克“野人”陣營的刽子手、行刑者。他虐待山姆和埃里克森，强迫他们加入杰克的“野人”陣營。在小说最后追捕雷尔夫场景中，罗杰手持“两端削尖的棍子，”，暗示着他计划杀死雷尔夫，将他作为祭物献给“怪獸”。罗杰代表着喜欢伤害别人，并且只能通过社会规范才能得到束缚的人。

### 赛門
赛曚是一个代表和平、安宁和积极向上的人的重要角色。他在书中常常处于梦幻状态，容易晕厥和常常幻想，可能因为他的癫痫病所导致的。他与岛上的自然和谐相处，并且會因为听到自然的声音而感受到它的奇妙之處。他热爱海岛的自然环境，对未来表現出积极向上的態度。赛门极度厌恶猪头，即“蝇王”，后者在幻覺中嘲笑和奚落赛门。这次经历后，赛门试图跑出森林来告诉别人的“怪獸”不过是从空中掉下来的已故机师。然而在孩子们“跳舞”时，他被误以为“怪獸”而被残忍杀害。讽刺的暗示是，雷尔夫、小豬、山姆和艾利克也参与了行凶。蝇王对赛门说的最后的话模糊地预测他的死法。小说中赛门也预测到自己的死亡，他告诉雷尔夫他会“成功渡过难关”，意味着在他们俩人中，只有雷尔夫一人得救。赛门的死代表眞道的沦丧、对清白的玷污，   以及常识的混淆。赛门的形象的原型常被認為是基督教教義中的核心人物耶穌基督的形象，因为他不像其他的孩子一样，他是有能力看穿錯误的觀念的，他在小说中的经历与耶書亞辣比的一生相似。

### 海军军官
在千钧一发之际，皇家海军军官出现在濒死的雷尔夫面前。军官对这一切倍感震惊，并对男孩社会的堕落与混乱感到失望。他称自己希望看到不列颠男孩能上演“更好的一出戏”。突然出现的成年人权威立即将孩子们的野蛮行径缩减成了一场残酷的小孩子之间的争斗。当军官问起谁是领袖时，雷尔夫高声回答：“是我！”，而之前还耀武扬威的杰克却龟缩成了“一个红头发的男孩，头上戴着一顶已经很破烂的、式样特别的黑帽子，腰里系着一副破碎眼镜。”在最后的结尾，军官被孩子们的哭声弄得不知所措。他转身去看自己的巡洋舰──  后者象征着成年人自己所參與的战争。

### 怪獸
当怪獸最初被“比较小的小朋友”们提起时，雷尔夫立即打断了话题。“比较小的小朋友”们说怪獸来自水边。然而事實是一架战斗机被敵軍擊落，機師的尸体落到了海岛上，这都助长了关于怪獸的谣言。機師的降落伞卡在了树上，如果有風吹來，屍體搖動，好像機師仍旧活着一般。山姆和艾利克在黑暗中发现了機師，相信他就是怪獸。雷尔夫、杰克、罗杰在搜索小岛时也在山头上碰到了它。如此，怪獸这一概念被牢牢地印在了孩子们的脑海里。赛门发现了機師，明白了他只不过是一具掛在樹上的尸体而已。杰克的“野人”陣營将母猪的头插在棍子上，祭献给怪獸。这个行为象征着杰克愿意屈服于兽性。
赛门是第一个意识到怪獸不过是男孩们恐惧的翻版。他决定“立即将这个消息告知别人”。与此同时，男孩们举行盛宴，跳舞庆祝猎猪行动。当他們認為“怪獸踉踉跄跄地爬进马蹄形的圈圈”时吓破胆的孩子们“跳到怪獸身上，叫着、打着、咬着、撕着。”孩子们将赛门误认为是怪獸，将其杀害。當他們發現時，已經來不及了。高丁对此的描述是“赛门的尸体轻轻地飘向辽阔的大海”，第二天早晨，雷尔夫告诉小豬“那是赛门...这是一场谋杀。”

### 蝇王
小说中蝇王得名于杰克砍下的猪头。杰克将棍子的两端削尖，一头插在地上，一头插上猪头，作为对“怪獸”的祭品。这个东西从恐惧中诞生，而它原本来自一头母猪，和善而无辜，如今却有诡异的笑容，鲜血淋淋、恐怖可憎。在小说末尾雷尔夫被追杀的部分，雷尔夫愤怒地将它猛击了两次，导致猪头破裂落地，怪獸也“六尺相离了”。
“蝇王”一詞是基督宗教聖典《聖經》所提及的鬼王別西卜（天主教譯為貝耳則步）名字的意思。

## 主题与寓意
书名《蝇王》实际上就是來自於古時迦南教所崇拜的邪神巴力西卜的名字，并且暗指这個“魔鬼”存在于每个人的内心当中。形象帶有宗教意蘊的角色賽曚曾經指出孩子们所害怕的“怪兽”其实就藏在孩子们内心当中。
蒼蠅王即蒼蠅之王，源自於猶太教聖典《希伯來聖經》，在英文語境中, "蒼蠅王"是糞便和汙物之王，因此也是醜惡的同義詞。戈尔丁以此命名是為了獸性戰勝人性的倫理學主題 ; 故事中的孩子害怕並非真實存在的怪獸，但其實怪獸就在人心，是人把樂園變成了屠場。

## 相關項目
- 珊瑚島 (小說)

## 註腳
1. ↑  .   [10 September 2012]. （原始内容存档于2014-10-25）.
2. ↑  "100 most frequently challenged books: 1990–1999". American Library Association. 2009. Retrieved 16 August 2009.
3. ↑  Grossman, Lev; Lacayo, Richard (6 October 2005). "ALL-TIME 100 Novels. Lord of the Flies (1955), by William Golding". Time (magazine). ISSN 0040-781X. Retrieved 10 December 2012.
4. ↑  "BBC - The Big Read". BBC. April 2003, Retrieved 18 October 2012
5. ↑  Golding, p. 19.
6. ↑  Golding, pp. 21–22.
7. ↑  Golding, p. 20.
8. ↑  Golding, p. 31.
9. ↑  Golding, p. 37.
10. ↑  Golding, p. 3.
11. 1 2   (PDF).   [2013-05-22]. （原始内容存档 (PDF)于2021-02-23）.
12. ↑  Golding, p. 90.
13. 1 2  Golding, p. 172.
14. 1 2  Golding, p. 173.
15. 1 2  Golding, p. 186.
16. 1 2  Golding, p. 200.
17. ↑  "Robbie Curran Heads For The Island". Buried.com. 7 October 2011. Retrieved 14 May 2012.
18. ↑  Golding, p. 29.
19. ↑  Golding.
20. ↑  Golding，第64–65頁.
21. ↑  Golding，第149頁.
22. ↑  Golding，第211頁.
23. ↑  Kelly, Maureen. "Character Analysis: Roger." CliffsNotes on Lord of the Flies. Web. 8 Mar 2011. .   [2013年5月23日]. （原始内容存档于2012年5月15日）.
24. ↑  Golding，第121頁.
25. 1 2 3  Golding, p. 224
26. ↑  Golding, p. 162.
27. ↑  Golding, p. 168.
28. 1 2  Golding, p. 169.
29. ↑  Golding, p. 206.
30. ↑  Golding, William. . 台北: 高寶國際. 2011: 封底. ISBN 9789861856094.